# Panyirapan
Panyirapan is een bestuurslaag in het regentschap Serang van de provincie Banten, Indonesië. Panyirapan telt 5313 inwoners (volkstelling 2010).